# دولف يانسن
دولف يانسن (بالهولندية: Dolf Jansen)‏ هو فنان ملاهي ‏ ومذيع ومقدم تلفزيوني هولندي، ولد في 25 يونيو 1963 في أمستردام في هولندا.

## وصلات خارجية
- دولف يانسن على موقع IMDb (الإنجليزية)
- دولف يانسن على موقع ميوزك برينز (الإنجليزية)
- دولف يانسن على موقع ديسكوغز (الإنجليزية)
- دولف يانسن على موقع قاعدة بيانات الفيلم (الإنجليزية)